# Micheil Saakasjvili
Micheil Nikolozis dze Saakasjvili (georgiska: მიხეილ ნიკოლოზის ძე სააკაშვილი, Micheil Nikolozis dze Saakasjvili), född 21 december 1967 i Tbilisi i Sovjetunionen, är en georgisk politiker. Saakasjvili valdes till Georgiens president den 25 januari 2004, sedan den förre presidenten, Eduard Sjevardnadze, avgått i samband med Rosenrevolutionen. Saakasjvili omvaldes till en andra presidentperiod den 5 januari 2008, och tillträdde den 20 januari och avgick 17 november 2013. Han deltog inte i Presidentvalet 2013. Enligt konstitutionen kunde Saakasjvili inte ställa upp för en tredje mandatperiod. Det fanns spekulationer om hans framtida politiska planer, vilket inkluderade möjligheten att han återvände till ledarskapet som premiärminister. Saakasjvili själv valde att inte kommentera sina framtida politiska planer. Genom att Bidzina Ivanisjvilis koalition vann det georgiska parlamentsvalet 2012 kom Saakasjvili inte att bli premiärminister.
Saakasjvili är efterlyst i Georgien och levde från 2013 i exil i USA innan han kom till Ukraina 2015. Den georgiska riksåklagaren anser att han gjort sig skyldig till flera brott. Han står åtalad för att ha använt skattemedel för privat konsumtion samt beordrat polisen att avbryta en demonstration med våld. Georgien fråntog Saakasjvili hans medborgarskap 2015 sedan han tagit sig ett ukrainskt pass för att bli guvernör i Odessa-regionen, en post han dock lämnade i november 2016. Beslutet fattades av georgiska presidenten Giorgi Margvelasjvili eftersom landets författning förbjuder dubbelt medborgarskap. Den 26 juli 2017 fråntogs han även sitt ukrainska medborgarskap efter en konflikt med Ukrainas president Petro Porosjenko. När Volodymyr Zelenskyj tillträdde som president 2019 återfick Saakasjvili sitt ukrainska pass.

## Tidiga år och karriär
Micheil Saakasjvili föddes i Tbilisi i forna Georgiska SSR i en georgisk intelligentia-familj. Hans far, Nikoloz Saakasjvili, var läkare och modern Giuli Alasania undervisade i historia vid det statliga universitetet i Tbilisi. 
Micheil Saakasjvili studerade juridik vid det statliga universitetet i Kiev i Ukraina och utexaminerades därifrån 1992. Under en kortare tid arbetade han med projekt rörande de mänskliga rättigheterna vid Georgiens statsrådsdepartement. Kort därefter erbjöds han ett forskarstipendium av USA:s utrikesdepartement (via Edmund Muskies Freedom Support Act (FSA) Graduate Fellowship Program). 1994 erhöll han en juris doktor från Columbia Law School följt av en doktorsexamen i juridik vid The George Washington University Law School, Washington D.C. året därpå. Samma år mottog han även ett diplom efter genomförd kursutbildning vid Internationella institutet för mänskliga rättigheter i Strasbourg i Frankrike.  
Efter avslutade studier följde en kortare tid som advokat vid en juristfirma i New York. Där blev han kontaktad av Zurab Zjvania, som på uppdrag av Eduard Sjevardnadze rekryterade duktiga georgier till politiken. I december 1995 ställde de båda upp för Sjevardnadzes parti Folkets union och vann platser i parlamentet. 
Saakasjvili steg sakta i graderna, bland annat genom sitt ordförandeskap i parlamentsberedningen där han på kort tid införde ett nytt valsystem, en oberoende domarkår samt att han avpolitiserade polisväsendet. Vid det här laget hade även medborgarna uppmärksammat honom och av opinionsundersökningar framkom det att han nu var den näst populäraste personen i Georgien, efter Sjevardnadze. 1997 utnämnde en panel bestående av journalister och förespråkare för mänskliga rättigheter Saakasjvili till "Årets manliga personlighet". I januari 2000 blev han vald till vice ordförande för Europarådets parlamentariska församling.
I oktober 2000 blev han justitieminister i Sjevardnadzes regering och började genast arbetet med att reformera det korrupta och starkt politiserade rättsväsendet i Georgien. Reformerna uppmärksammades och hyllades av internationella observatörer och aktivister för mänskliga rättigheter.
Sjevardnadzes trumfkort och starka ansikte utåt hade blivit Saakasjvili som dock lämnade partiet den 5 september 2001 efter en konflikt. Det hela grundade sig i att Saakasjvili anklagade två ministrar i sitt parti samt polischefen i Tbilisi för att utnyttja det rådande läget och profitera på regelvidriga affärsuppgörelser. Han avgick med orden "Jag anser det omoraliskt av mig att fortsätta mitt politiska engagemang i Eduard Sjevardnadzes regering". Korruptionen hade enligt honom trängt ända in i regeringens kärna och  Sjevardnadze  visade inte intresse att komma till rätta med det. Vidare sade han: "Det som sker i Georgien i dag kommer förvandla landet till en skurkstat inom två år".

## I opposition
Saakasjvili lämnade Sjevardnadzes parti och bildade kort därefter sitt eget, kallat Enade Nationella Rörelsen som var ett mitten-vänster-parti liknande socialdemokraterna i Europa men med ett inslag av nationalism för att ena övriga reformpolitiker i landet. I juni 2002 valdes han till ordförande i Tbilisis kommunfullmäktige. Det, samt ett avtal om samarbete mellan det egna partiet och Georgiens arbetarparti gav honom en stark bas från vilken han kunde opponera mot de styrande.
Parlamentsvalet som hölls den 2 november 2003 förkastades både nationellt och internationellt av observatörer, som hävdade att det var arrangerat till fördel för Sjevardnadze. Saakasjvili hävdade i sin tur att valet hade vunnits av hans parti och uppmanade georgierna till protester mot regeringen och myndigheterna.
Protesterna stegrade och kulminerade i november 2003 då 100 000 människor hade samlats i huvudstaden Tbilisi för att uttrycka sitt missnöje med Sjevardnadze och för ett ogiltigförklarande av parlamentsvalet. Bland talarna sågs Saakasjvili samt flera andra ur oppositionen, däribland Zurab Zjvania och Nino Burdzjanadze. Protesterna och demonstrationerna under missnöjesperioden stöddes och uppmuntrades av olika motståndsrörelser, däribland ett framstående, kallat Kmara! ("Nog!"), vilket i huvudsak bestod av universitetsstuderande. 
Efter två veckors allt mer högljudda protester insåg Sjevardnadze sitt nederlag och avgick den 23 november 2003. Regeringen ersattes av en interimsregering under ledning av Nino Burdzjanadze och i media myntades begreppet Rosenrevolutionen om folkets fredliga uppror.
Den 24 februari 2004 gick FNM samman med Förenade demokraterna och ändrade namn till nuvarande Nationella rörelsen - demokraterna.
I oktober 2021 greps Mikheil Saakashvili, efter att ha återvänt olagligt till sitt land, efter att ha varit i exil utanför Georgien sedan 2013. En gest som han förklarade med sin vilja att slåss tillsammans med sina landsmän i landet.

## Presidentskap

### Första mandatperioden (2004-2008)

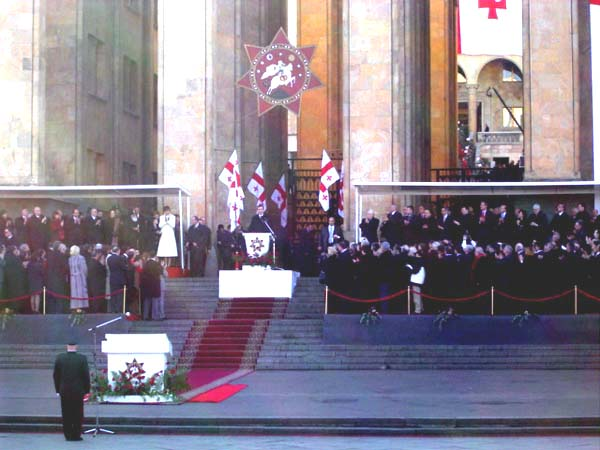
Saakasjvili tillträder som Georgiens president

Saakasjvili vann presidentvalet den 4 januari 2004 efter att ha fått över 96 % av rösterna, vilket gjorde honom till den yngsta presidenten i Europa. Den 25 januari 2004 efterträdde han Nino Burdzjanadze som landets president. Hans politiska valmanifest var att motverka korruption och förbättra löne- och pensionssystemet. Han har också uttryckt sin önskan till förbättrade relationer med omvärlden. 
Trots att Saakasjvili är mer en anhängare av politiken liknande den i väst samt att han ämnar söka medlemskap i både NATO och EU har han också gjort klart hur viktigt det är att hålla sig väl med Ryssland.
Han står inför en svår tid, i synnerhet rörande Georgiens bräckliga ekonomi och situationen med utbrytarrepublikerna Abchazien och Sydossetien som hävdar sitt oberoende från Georgien. 
Saakasjvili svor presidenteden i Tbilisi den 25 januari 2004. Omedelbart efter ceremonin skrev han under ett beslut om att byta ut landets flagga. Ett annat beslut var att föra hem kroppen av Georgiens första president Zviad Gamsachurdia från att ha varit begravd i Groznyj i Tjetjenien. Även Tbilisis huvudgata döptes om efter Gamsachurdia.

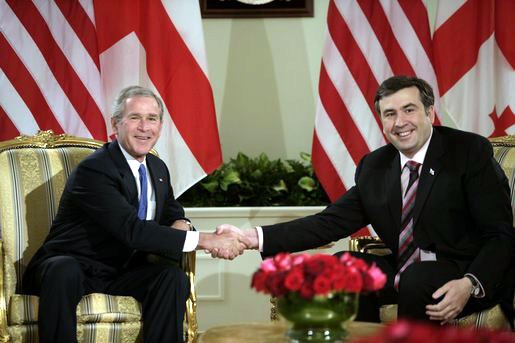
George W. Bush på besök hos Micheil Saakasjvili i Tbilisi i maj 2005.

Sina första månader som president inleddes med en politisk kris vilken var nära att utvecklas till väpnad konflikt med den autonoma republiken Adzjarien vars ledare Aslan Abasjidze vägrade erkänna den nya regeringen. Ryssland blandade sig i konflikten och ställde sig på Adzjariens sida och varnade Saakasjvili för att ingripa. Efter att ha blidkat ryssarna genom att överlämna tjetjenska rebelledare som gömt sig i Georgien fick konflikten sitt slut och Abasjidze avgick 6 maj 2004.
Stärkt av sin framgång tog Saakasjvili sats för att återföra Sydossetien under georgiskt styre men motaktionen var kraftig och kulminerade i augusti 2004 med en militär sammandrabbning. Trupperna drogs sedermera isär och ett dödläge uppstod och trots ett fredsavtal som föreslogs av den georgiska regeringen är konflikten ännu inte helt löst. 
Saakasjvilis reformaktion för att komma till rätta med korruptionen har lett till en markant nedgång av densamma, vilket uträkningar gjorda av Världsbanken styrker och placerar Georgien på första plats gällande ekonomiska reformer i världen. Vidare rankas landet som det 37:e bästa när det gäller smidigheten att ingå affärsuppgörelser, vilket placerar landet på samma nivå som stora delar av nationerna i väst. Rosenrevolutionen som leddes av Saakasjvili har av Vita huset sagts vara en av de kraftfullaste aktionerna i modern tid, som också inspirerat andra att söka friheten.

#### Mordförsök

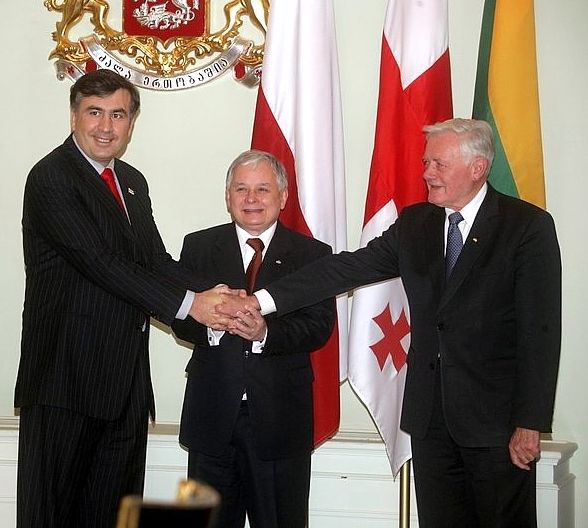
Micheil Saakasjvili, Polens dåvarande president Lech Kaczyński och Litauens dåvarande president Valdas Adamkus i Tbilisi den 22 november 2007

Den 10 maj 2005, medan USA:s president George W. Bush gav ett tal vid frihetstorget i Tbilisi, kastade Vladimir Arutiunjan en öppnad handgranat mot platsen där president Saakasjvili och Bush befann sig. Granaten landade i publiken, 20 meter från podiet, efter att ha träffat en flicka utan att detonera. Arutiunjan arresterades i juli samma år, men innan han fångades lyckades han mörda en brottsbekämpare. Han dömdes för mordförsök på Saakasjvili och Bush, och mordet på brottsbekämparen. Arutiunjan dömdes till livstids fängelse.

#### Kris 2007

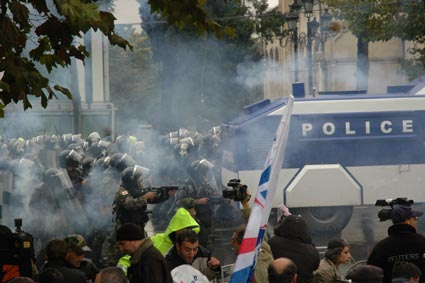
Demonstranter drabbar samman med polisstyrkan i Tbilisi, 7 november 2007

Under senare delen av år 2007 stod Georgien inför sin värsta kris sedan Rosenrevolutionen. En serie av anti-regeringsdemonstrationer utlöstes i oktober, efter anklagelser om mord och korruption från Irakli Okruasjvili, Saakasjvilis dåvarande biträdande jurist och tidigare medlem i Saakasjvilis regering, mot presidenten och hans allierade. Protesterna nådde kulmen tidigt i november 2007, och involverade flertalet oppositionella grupperingar, och den inflytelserika mediamogulen Badri Patarkatsisjvili. Även om demonstrationerna snabbt minskade, beslutade regeringen att använda polisstyrkan mot de resterande demonstranterna, som skapade sammandrabbningar på gatorna i Tbilisi den 7 november. Deklarationen av undantagstillstånd utfärdat av presidenten (7-16 november), och de restriktioner som ålagts vissa massmediala källor, ledde till hård kritik mot Saakasjvilis regering, både inom landet och utomlands. Human Rights Watch kritiserade den georgiska regeringen för användandet av "överdriven" styrka mot demonstranter i november, och den internationella krisgruppen varnade för växande maktfullkomlighet.
Den 8 november 2007 meddelade president Saakasjvili en kompromisslösning att tidigarehålla det georgiska presidentvalet den 5 januari 2008. Valet skulle ursprungligen ha arrangerats hösten 2008.
Den 23 november 2007 nominerade det regerande partiet Enade Nationella Rörelsen Micheil Saakasjvili till sin kandidat i det kommande presidentvalet. Enligt den georgiska konstitutionen avgick Saakasjvili den 25 november för att lansera sin valkampanj till det tidiga presidentvalet.

### Andra mandatperioden (2008-2013)
I november 2007 hölls massdemonstrationer, de största sedan Rosenrevolutionen, mot Saakasjvili. Oppositionen anklagade honom för korruption och auktoritärt styre. Saakasjvili utlyste undantagstillstånd den 7 november, men dagen därpå gick han med på ett av oppositionens främsta krav genom att tidigarelägga presidentvalet till januari 2008.
25 november 2007 avgick Saakasjvili som president inför presidentvalet den 5 januari 2008. Detta eftersom konstitutionen säger att den sittande presidenten ska avgå senast 45 dagar innan ett presidentval. Tillförordnad president tills en nyvald tillträtt var Nino Burdzjanadze. Micheil Saakasjvili var en av sju presidentkandidater i presidentvalet.
Enligt centrala valkommissionen fick Saakasjvili 53,47 procent av rösterna i den första omgången mot 25,69 procent för den främste motståndaren Levan Gatjetjiladze. Micheil Saakasjvili tillträdde åter presidentposten 20 januari 2008.

#### Förändringar i regeringen

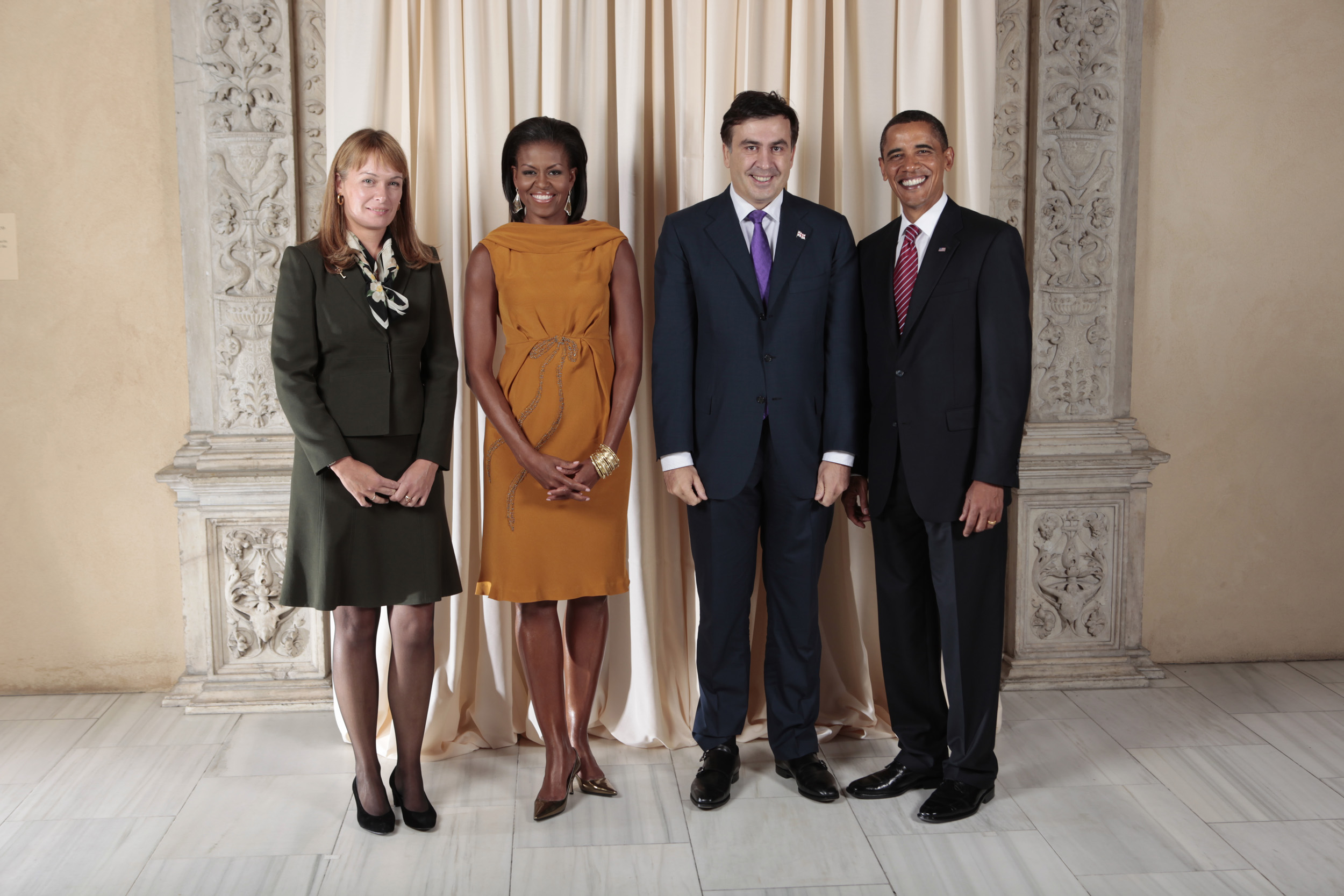
Sandra Roelofs, Michelle Obama, Micheil Saakasjvili och Barack Obama i Vita Huset, 2009

Saakasjvili meddelade offentligheten om sina planer för att modernisera Georgiens regering långt innan presidentvalet 2008. Strax efter att han återvalts utsåg han Lado Gurgenidze till Georgiens premiärminister och bad honom att presentera en förnyad regering till Georgiens parlament för godkännande. 
Gurgenidze bytte ut de flesta ministrarna i regeringen. Ivane Merabisjvili, kontroversiell inrikesminister, försvarsminister David Kezerasjvili och finansminister Nikoloz Gilauri lämnades kvar på sina tidigare positioner. Gia Nodia utnämndes till utbildnings- och forskningsminister. Zaza Gamtjemlidze, tidigare direktör för Tbilisis botaniska trädgård, tog över posten som minister för mänskliga resurser och naturskydd. Den kända arkeologen, och redan den äldsta ministern i regeringen, Iulon Gagosjidze utnämndes till minister på den nya posten, minister för bevarandet av diasporan. 
Parlamentsvalet som hölls under Saakasjvilis andra mandatperiod dömdes ut av OSSE:s valobservatörer för användandet av falska valsedlar, våld mot oppositionen, okritiska rapporteringar om presidenten och hans parti från den statligt kontrollerade median, och offentliga tjänstemän som öppet kampanjade för presidentens parti.
Den 28 oktober 2008 föreslog Micheil Saakasjvili Grigol Mgaloblisjvili, Georgiens ambassadör i Turkiet, att bli landets nya premiärminister. Enligt presidenten hade Gurgenidze accepterat att inneha posten under ett år, och att Georgien mötte nya utmaningar som krävde ett nytt upplägg. Georgiens parlament utsåg Mgaloblisjvili till premiärminister den 1 november 2008. 
Den 30 januari 2009 meddelade Mgaloblisjvili sin avgång med hänvisning till hälsoproblem, och sade att han föreslog presidenten att överväga nominering av Nikoloz Gilauri, finansministern och förste vice premiärminister, till premiärministerposten. Nikoloz Gilauri satt på posten mellan år 2009 och 2012, och efterträddes den 4 juli 2012 av Vano Merabisjvili.

#### Resa till Polens presidentbegravning

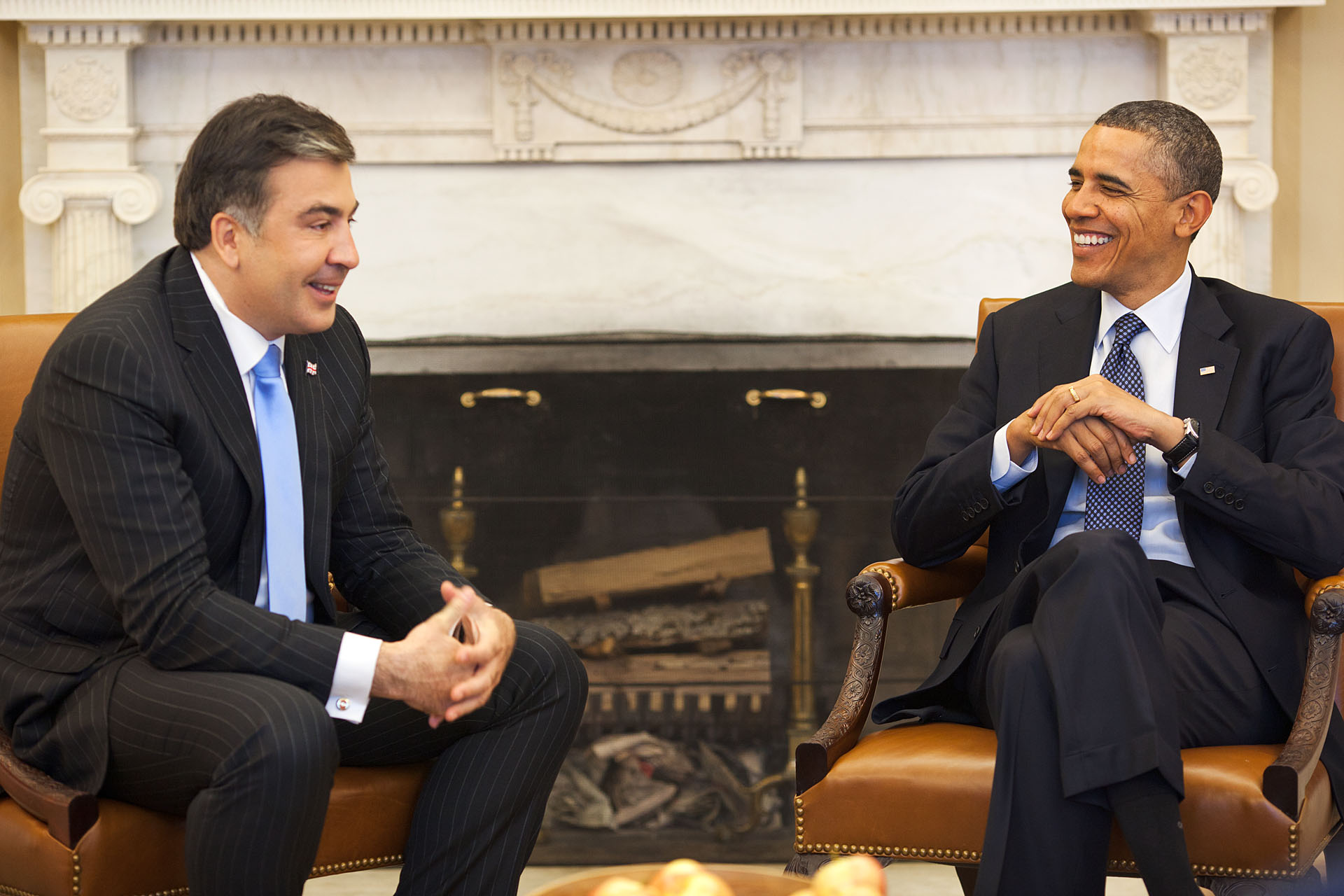
Micheil Saakasjvili med Barack Obama i det ovala rummet år 2012.

Den 18 april 2010 reste Saakasjvili, trots att ett askmoln från den isländska vulkanen Eyjafjallajökull hade stängt stora delar av Europas luftrum, till den polska presidenten Lech Kaczyński och hans hustru Maria Kaczyńskas begravning. Det var en stark vilja att ta farväl av den polske presidentkollegan, sedan dussintals andra sörjande ställt in sitt deltagande vid begravningen för sin egen säkerhet. Micheil Saakasjvili reste från USA via Portugal, Italien, Turkiet, Bulgarien och Rumänien innan han slutligen anlände till Kraków-Balices flygplats, precis i tid till presidentens begravning i Wawel-katedralen.

## Kriget i Georgien 2008
Natten till den 8 augusti 2008 omringade georgiska soldater provinsens huvudstad Tschinvali, följt av flyganfall mot separatisterna i Sydossetien. Som svar på den georgiska frammarschen invaderade den ryska armén Sydossetien. Efter flera dagars spänningar, med ryska styrkor som drog så långt in i landet som nära den Georgiska huvudstaden Tbilisi hamnade de två parterna i eldupphör och med den franska presidenten medling kom man fram till en fredsplan i sex steg. Den 16 augusti var kriget officiellt slut. Den 26 augusti undertecknade den ryske presidenten Dimitrij Medvedev de båda provinserna Abchazien och Sydossetien som självständiga stater. Tre dagar senare, den 29 augusti meddelade Georgiens utrikesminister Grigol Vasjadze att som ett resultat av Rysslands erkännande av de båda provinserna hade de diplomatiska relationerna mellan Georgien och Ryssland brutits.

## Privatliv
Micheil Saakasjvili är gift med nederländska Sandra Elisabeth Saakasjvili-Roelofs, som han träffade år 1993. Paret har tillsammans två söner, Eduard och Nikoloz. År 2011 fick Saakasjvilis äldste son Eduard medial uppmärksamhet efter att han slagit ett världsrekord som gick ut på att skriva alfabetet på en Ipad så snabbt som möjligt. Detta gjorde Eduard på 5,26 sekunder, cirka 1 sekund snabbare än det gamla rekordet. För detta kommer han även att hamna i Guinness Rekordbok.
Utöver sitt modersmål georgiska talar Saakasjvili engelska, franska, ryska och ukrainska flytande. Han har även viss förståelse i ossetiska och spanska.